# Mario Chanes de Armas
Mario Chanes de Armas , né le 25 octobre 1927 à La Havane à Cuba et mort le 24 février 2007 à Hialeah en Floride, est un révolutionnaire cubain, proche de Fidel Castro. Il a participé à l'attaque sur la caserne de Moncada en juillet 1953 et a été emprisonné dans la prison de l'île des Pins avec son compagnon d'armes  Fidel Castro. Après l'accession au pouvoir de Fidel Castro, il a été qualifié d'ennemi du régime et emprisonné pendant près de 30 ans.

## Biographie
Mario Chanes de Armas est un syndicaliste par ailleurs membre du Parti orthodoxe. Après le coup d'État du dictateur Fulgencio Batista, en 1952, il se lie avec Fidel Castro lui aussi membre du Parti orthodoxe. Il participe à l'attaque contre la Caserne de Moncada, le 26 juillet 1953. Comme Fidel Castro, il est arrêté et condamné à quinze ans de prison, il est amnistié deux ans plus tard.
Avec Fidel Castro, il revient à Cuba sur le yacht Granma en 1956. Après l’échec du renversement de Batista, il intègre la lutte clandestine à La Havane et prend la tête d'un groupe d’action et de sabotage jusqu’à la prise de pouvoir par Fidel Casro en janvier 1959.
Accusé de comploter pour assassiner Fidel Castro, il est arreté  en juillet 1961. En prison, il refuse les programmes de réhabilitation et d’éducation. Il appartient au groupe de prisonniers politiques appelés « plantados historiques », qui refusaient, par exemple, de porter les vêtements des prisonniers de droit commun. Il est libéré en 1991 et il réussit à quitter Cuba pour les États-Unis en 1993.
Atteint de la maladie d'Alzheimer, il termine sa vie dans l'anonymat d'un hospice de Miami.

## Référence
1. ↑  Paulo A. Paranagua Mario Chanes de Armas, ancien partisan de Fidel Castro Le Monde, 27 février 2007
2. 1 2  (es) « Treinta años preso », sur Semana (Colombie), 23 août 1993 (consulté le 27 janvier 2025).
3. ↑  Axel Gyldén Rescapés du goulag tropical L'Express, 22 novembre 2006